# الایور
الایور (به اسپانیایی: Alaior) یک شهرستان در اسپانیا است که در جزایر بالئاری واقع شده‌است.

## خصوصیات
الایور ۱۱۰ کیلومترمربع مساحت و ۹٬۶۱۰ نفر جمعیت دارد و ۱۳۰ متر بالاتر از سطح دریا واقع شده‌است.